# Miguel Ángel Martínez-González
Miguel Ángel Martínez-González (Málaga, 11 de septiembre de 1957) es un médico, epidemiólogo e investigador español, catedrático de la Universidad de Navarra.

## Biografía
Hijo del médico almeriense Manuel Martínez, especialista en diabetes, y de la profesora malagueña Victoria González. El matrimonio tuvo cuatro hijos, siendo Miguel Ángel el mayor de ellos.
Es doctor en medicina, epidemiólogo, catedrático de Medicina Preventiva y Salud Pública en la Universidad de Navarra, investigador en nutrición y catedrático visitante (“Adjunct Professor”) de Nutrición en la Harvard T.H. Chan School of Public Health. Ha tenido varias estancias como "visiting scholar" en la Universidad de Harvard (Departamento de Nutrición) y ha sido vicedecano de la Facultad de Medicina de la Universidad de Navarra y editor asociado del British Journal of Nutrition.
En 1995 puso en marcha el Departamento de Medicina Preventiva y Salud Pública de la Universidad de Navarra.
Actualmente, Martínez-González es catedrático del Departamento de Medicina Preventiva de la Universidad de Navarra (que puso en marcha y dirigió durante veintisiete años), profesor de Salud Pública, Metodología de Investigación y Gestión Clínica en la Facultad de Medicina de la Universidad de Navarra. 
Martínez-González fue también desde sus comienzos hasta 2022 investigador principal de la cohorte epidemiológica SUN (Seguimiento Universidad de Navarra), y fue durante 2006-2013 el coordinador de la Red de centros PREDIMED (RD 06/0041) financiada por el Instituto de Salud Carlos III. PREDIMED es el mayor ensayo aleatorizado sobre dieta y salud realizado en Europa.
Está considerado como uno de los mayores expertos en la dieta mediterránea, sobre la que ha realizado diversos estudios relacionados con los efectos que tiene en la salud, la diabetes, la obesidad, la depresión, o los hábitos alimentarios (consumo de azúcar). En 2019 publicó en el British Medical Journal un estudio que tras evaluar a casi veinte mil participantes, concluía que un mayor consumo de alimentos ultraprocesados provoca mayor riesgo de mortalidad.
En 2016 impartió la 42 Rankin-Skatrud lecture (Univ. of Wisconsin). En septiembre de 2016 fue nombrado Catedrático visitante (Adjunct Professor) del Departamento de Nutrición de Harvard (Harvard TH Chan School of Public Health). Es coinvestigador principal junto con Frank B. Hu de varios proyectos de investigación sobre Dieta Mediterránea y metabolismo financiados por el gobierno norteamericano (US National Institutes of Health, NIH)
En 2019 intervino ante chefs y cocineros de los grandes complejos hoteleros y restaurantes norteamericanos, sobre la dieta mediterránea en el Culinary Institute of America junto a Walter Willett, principal asesor del gobierno estadounidense en temas nutricionales.
En 2020, en colaboración con Harvard TH School of Public Health y el MIT participó en la identificación y validación de una firma metabólica de la dieta mediterránea.
En 2024 está trabajando en el estudio Unati, una investigación que reclutará a 10.000 voluntarios bebedores españoles entre 50 y 75 años, a los que seguirá durante cuatro años. La Unión Europea financia el proyecto con una beca ERC. La investigación pretende zanjar el debate sobre los beneficios de la ingesta moderada de vino.
Pertenece al 0,1% de científicos más citados en el mundo. Fue el 8º científico español más citado en 2019 según el ranking de Clarivate y la web del CSIC.

## Premios y reconocimientos
- Doctor Honoris Causa (Universidad de Almería, 2024).[19]
- "Premio Nacional de Investigación Gregorio Marañón" (2022)[20]
- "Académico de Honor de la Real Academia de Medicina de Andalucía Oriental (2022)"(https://ramao.es/honor-nacional/)
- "Premio Nacional de Medicina Siglo XXI" en la categoría de Medicina Preventiva (2021)[21]
- "Premio C. Marti Hennenberg, del Instituto Danone" por su trayectoria científica (2021)[22]
- "Advanced Research Grant" del European Research Council para desarrollar el proyecto PREDIMED-PLUS (2014-2019)[23]
- Grace Goldsmith Award (American College of Nutrition, 2013).[24]
- Mejor investigador en Nutrición (Academia Española de Nutrición y Ciencias de la Alimentación (AEN), 2012).[25]

## Publicaciones
Entre sus publicaciones, destacamos:
- 12 soluciones para superar los retos de las pantallas: Cómo prevenir adicciones, el consumo de pornografía y problemas de salud mental en tus hijos, Barcelona, Planeta, 2025, 240 pp., ISBN: 978-8408296928.[26]
- Salmones, hormonas y pantallas: El disfrute del amor auténtico, visto desde la salud pública, Barcelona, Planeta, 2023, 448 pp., ISBN: 978-84-08-26684-6.[27]
- Escrito junto a su hermano el Dr. Julio Martínez-González, médico internista, La sanidad en llamas. Un internista y un epidemiólogo ante la pandemia, Barcelona, Planeta, 2021, 1ª, 304 pp., ISBN: 978-84-08-24313-7.[28]
- Con la colaboración de Marisol Guisasola, ¿Qué comes?. Ciencia y conciencia para resistir, Barcelona, Planeta, 2020, 1ª, 316 pp., ISBNː 978-84-08-23243-8.[29]
- Salud a ciencia cierta: consejos para una vida sana (sin caer en las trampas de la industria), Barcelona, Planeta, 2018, 1ª, 332 pp., ISBNː 9788408193326.[30]
- Con Ana Sánchez-Taínta y Beatriz San Julián,PREDIMED, date el gusto de comer sano, Pamplona, EUNSA, 2015, 214 pp., ISBNː 9788431330767
- Bioestadística amigable, Barcelona, Elsevier, 2014, 3ª, XVI, 596 pp., ISBNː 9788490225004.
- 4S: Simple & Stupid & Stata & Summary (Versión kindle)